# Franc-maçonnerie en Italie
 (septembre 2016).
Si vous disposez d'ouvrages ou d'articles de référence ou si vous connaissez des sites web de qualité traitant du thème abordé ici, merci de compléter l'article en donnant les références utiles à sa vérifiabilité et en les liant à la section « Notes et références ».
La franc-maçonnerie en Italie fut implantée au XVIIIe siècle par des francs-maçons étrangers. Importante en nombre pour le vieux continent et riche en histoire, elle demeure un centre névralgique de la franc-maçonnerie en Europe.

## Histoire

### XVIIIesiècle
La première loge maçonnique fut créée en 1732 à Florence par le baron Philipp von Stosch et le naturaliste Antonio Cocchi. Les premiers membres seront anglais, mais s'ajouteront peu à peu des nobles et intellectuels florentins. L'Église interdit aux catholiques leur adhésion à la franc maçonnerie par la bulle pontificale In Eminenti, publiée le 28 avril 1738. S'ensuivent, à Livourne, quatre autres loges créées en 1763, 1765, et deux en 1771.
La franc-maçonnerie connaît un certain développement dans la péninsule malgré l'opposition de l'Église catholique et du Vatican. À ce titre, la première loge romaine est créée en 1735 par plusieurs anglais, qui en font une loge jacobite qui perdurera jusqu'en 1737, année de sa fermeture par le Pape. On créera ensuite, en 1776 et 1787, des loges « écossaises ». Le 27 mai 1789 le comte Cagliostro essaie d'organiser une loge basée sur son « système égyptien », mais il fut arrêté et mené en procès devant le Sant'Uffizio, qui le condamne à mort en avril 1791 comme « hérétique formel, mage et ouvertement franc-maçon », peine ensuite changée en prison à vie.
On dit aussi[Qui ?] que la première loge romaine aurait été créée en 1741, dans l'entourage de Jacques François Stuart, qui y vit en exil. Elle se composait autant de catholiques que de protestants ce qui, dans les États pontificaux, représentait une petite révolution.
Par son contexte historique, le morcellement du pays permet une floraison des loges selon les influences étrangères dans les divers duchés et la présence d'armées militaires. Ainsi sont créées des loges militaires et civiles autour des communautés françaises, hollandaises, allemandes, autrichiennes, etc. Surtout dans le nord de la péninsule.
En 1749 est fondée une loge à Chambéry en États de Savoie, alors partie du royaume de Sardaigne ; en 1752 elle devient Grande Loge Mère, avec la possibilité de créer d'autres loges dans tout le royaume. En 1765 elle en crée trois, dont une à Turin, qui devint tellement importante qu'en 1773 le comte de Bernezzo y devint Grand Maître provincial du Piémont, avec une totale indépendance de la loge de Chambéry.
En 1746 on crée une loge à Venise qui reste en activité jusqu'en 1755, ayant abrité Giacomo Casanova, Carlo Goldoni et Francesco Griselini, entre autres. Casanova sera arrêté par l'Inquisition, causant la fermeture de la loge, qui sera toutefois recréée en 1772, active jusqu'en 1777. Une autre loge sera créée dans la ville la même année, ainsi qu'une à Vicence et une autre à Padoue.
Une autre est créée à Milan en 1756 et aussitôt réprimée par les autorités autrichiennes avec l'édit du 6 mai 1757, où le gouverneur François, duc de Modène, interdit les réunions franc-maçonnes dans tout l'État Lombard. La loge continua quand même son travail, choissisant un Grand Maître en 1783. Une loge sera créée à Crémone en 1776.
En Ligurie on crée plusieurs loges entre 1745 et 1749, dont une à Bordighera, une à Novi Ligure et au moins deux à Gênes, dues à la présence de troupes françaises dans la région. Vers la fin du siècle on crée deux autres loges à Gênes, en 1780 et 1782.
On crée aussi des loges dans le sud du pays, dont à Naples, où l'effervescence maçonnique y est incontestable quoique confuse. La première loge y aurait été fondée en 1734 par des marchands venant de toute l'Europe. En 1749 un marchand de champignons français crée une loge, puis une autre destinée aux francs-maçons plus démunis. En 1750 la Grande Loge Nationale, première obédience italienne, est fondée dans le royaume napolitain sous l'inspiration de la franc-maçonnerie française.
Après la publication de la bulle pontificale Providas Romanorum Pontificum du Pape Benoît XIV le 28 mai 1751, fait pour renforcer la précédente, Charles III d'Espagne promulgue un édit le 10 juillet 1751 qui interdit la franc-maçonnerie dans le royaume de Naples. Cet édit n'arrêta pas les francs-maçons dans la péninsule ; on y crée des loges en 1764 et 1769.
Toutefois, cet engouement connaît des oppositions. La papauté interdit en 1734 l'appartenance à l'ordre maçonnique dans les États pontificaux. En 1738, cette condamnation est étendue à toute l'Église catholique par la bulle In Eminenti ce qui coûtera la vie au poète florentin Tommaso Crudeli. Selon les différentes républiques, duchés et royaumes, la bulle papale sera plus ou moins appliquée. Ainsi, en 1751, le royaume de Naples interdit la franc-maçonnerie, un an après la fondation de l'obédience. Mais c'est surtout en réaction à la Révolution française que la mesure est étendue à toute l'Italie, craignant que l'arrivée d'éléments étrangers ne contamine l'ensemble des loges.

### XIXesiècle
La conquête de la péninsule italienne par Bonaparte donne une nouvelle impulsion à la franc-maçonnerie. Ainsi l'Empire crée, en 1805, le Grand Orient d'Italie en mettant Joseph Bonaparte, grand maître à Naples et Eugène de Beauharnais, Grand Maître à Milan.
La fin de l'Empire et de sa domination sur l'Italie en 1814 réanimèrent l'opposition de l'Église et d'autres autorités qui promulguèrent moult édits pour interdire toute activité maçonnique. Ce fut le cas, de Victor-Emmanuel Ier dans le royaume de Sardaigne le 10 juin 1814, suivi par le royaume de Lombardie-Vénétie le 26 août, puis par la pape Pie VII qui réédite la bulle In Eminenti la même année et finalement par Ferdinand Ier du royaume des Deux-Siciles à Naples qui va dans ce sens avec un texte du 8 août 1816. 
Il faudra attendre 1859 pour que l'Ordre maçonnique sorte de cette période sombre. De nombreux libéraux, partisans de Mazzini et de Garibaldi rejoignent ainsi la franc-maçonnerie renaissante dans la péninsule. Si le second était franc-maçon, l'appartenance du premier à l'Ordre n'a jamais pu être démontrée. Par contre,Mazzini était membre de la Carboneria ou Charbonnerie qui apparaît en Italie dès 1806. Ce milieu favorisera l'idée d'une unité italienne tout comme il sera à la charnière de cette renaissance.
Le 8 octobre 1859 se forme, à Turin, une nouvelle loge avec sept « frères ». Elle est baptisée Ausonia, du nom poétique pour l'Italie. Ceci mena à la création, le 20 décembre de la même année, d'une organisation aspirant à devenir Grande Loge nationale ; elle prit le nom de « Grande Oriente d'Italia », ou « Grand Orient d'Italie ». Elle se concrétisa pendant l'assemblée constituante tenue à Turin du 26 décembre 1861 au 1er janvier 1862 sous la présidence de Felice Govean. Giuseppe Garibaldi y est salué en tant que « premier franc-maçon italien ».
En 1884 fut publiée l'encyclique du Pape Léon XIII, Humanum Genus, qui marque probablement l'apogée des hostilités entre l'Église et la franc-maçonnerie.
Le Grand Orient d'Italie inaugure son siège dans le palais Giustiniani, le 21 avril 1901.
Dès la refondation de la franc-maçonnerie en Italie apparaissent toutefois certaines rivalités entre les différents centres historiques de l'Ordre sur la péninsule mais aussi une opposition entre partisans du Rite symbolique et du Rite écossais ancien et accepté. Tous ces conflits et rivalités entraînent inévitablement des guerres internes au sein du « Grande Oriente d'Italia ». Il faudra attendre le XXe siècle pour qu'elles se dénouent.

### XXesiècle
En 1904, le Grand Maître du Grand Orient d'Italie nouvellement élu à cette fonction, Ettore Ferrari, marquera politiquement à gauche l'obédience ce qui amènera à un schisme avec le Suprême Conseil du Rite écossais ancien et accepté en 1908 créant ainsi la Sérénissime Grande Loge d'Italie. Ces années voient aussi l'implantation de l'obédience mixte le Droit humain en Italie en 1905
Si le nombre de maçons et de loges est en pleine croissance, en 1925 le fascisme mettra un frein à tout cela en prohibant la franc-maçonnerie dans la péninsule et dans les colonies ; l'Église et les Communistes feront de même avec leurs propres édits. La plupart des hauts dignitaires sont incarcérés à la suite de cette loi. En sommeil, les travaux de la franc-maçonnerie italienne perdurent néanmoins chez les Italiens de l'étranger, en exil (notamment à Paris à partir de 1913 et en Espagne pendant sa guerre civile) et parfois dans la clandestinité[réf. nécessaire].
Après la Seconde Guerre mondiale, la franc-maçonnerie en Italie est une nouvelle fois réanimée. Les Italiens exilés sortent des loges de leur sommeil et la présence des militaires américains encouragent le réveil de l'Ordre. Pourtant, les conflits internes du XIXe siècle et du début du XXe siècle reprennent de plus belle ce qui empêche la fusion des obédiences. Ainsi, la Grande Loge d'Italie est réanimée en 1961 faisant front au très marqué à gauche Grand Orient d'Italie[réf. nécessaire].
Mais des changements culturels interviennent dans les années 1960. Le Grand Orient d'Italie cesse d'être un bastion de gauche pour amorcer une reconnaissance par Londres. Ces démarches sont entamées sous la grande maîtrise de Giordano Gamberini (1961-1970) puis par son successeur Lino Salvini (1970-1978). Le Grand Orient d'Italie rompt alors ses relations avec le Grand Orient de France en 1972 et s'ouvre à tous les courants du paysage socio-politique italien, entraînant en l'occurrence l'affaire de la fameuse fausse loge « Propaganda Due ». 
Embourbée dans les affaires et dans les conflits internes de plus en plus intenables, un groupe de frères décident de rompre avec le Grand Orient d'Italie et forment la Grande Loge régulière d'Italie. Fondée en 1993, elle décide d'épurer ses rangs et de satisfaire aux principes de reconnaissance anglais. Ainsi, elle se voit immédiatement reconnue par Londres.
Le Conseil supérieur de la magistrature italien a interdit depuis 1993 aux magistrats d'appartenir à une loge maçonnique.[réf. nécessaire]

## Situation contemporaine
La franc-maçonnerie italienne compterait environ 50 000 membres répartis entre plusieurs obédiences[réf. nécessaire].